# Chiara Scherrer
Chiara Scherrer (* 24. Januar 1996) ist eine Schweizer Leichtathletin. Ihre Spezialdisziplin ist der 3000-Meter-Hindernislauf.

## Sportliche Laufbahn
Erste internationale Erfahrungen sammelte Chiara Scherrer 2014 bei den Juniorenweltmeisterschaften in Eugene, bei denen sie mit 11:05,00 min im Vorlauf ausschied, wie auch bei den Junioreneuropameisterschaften in Eskilstuna im Jahr darauf mit 10:56,16 min. 2017 belegte sie bei den U23-Europameisterschaften in Bydgoszcz in 10:06,41 min den achten Platz. 2018 wurde sie bei den U23-Cross-Europameisterschaften in Tilburg Vierte. Erste Erfahrungen bei der internationalen Elite sammelte sie 2018 bei den Europameisterschaften in Berlin, bei denen sie mit 9:47,46 min im Vorlauf ausschied. Im Jahr darauf wurde sie bei der Sommer-Universiade in Neapel in 9:47,38 min Vierte. 2021 siegte sie in 9:40,30 min bei Spitzen Leichtathletik in Luzern, und anschliessend gelangte sie bei den Crosslauf-Europameisterschaften in Dublin mit 30:03 min auf Rang 59. Im Jahr darauf steigerte sie den Schweizer Rekord über 3000 Meter Hindernis auf 9:20,28 min und wurde kurz darauf in 9:24,16 min Dritte beim Bauhaus-Galan in Stockholm. Daraufhin schied sie bei den Weltmeisterschaften in Eugene mit 9:22,15 min im Vorlauf aus und gelangte bei den Europameisterschaften in München mit 9:43,95 min auf Rang 13. 2024 kam sie bei den Europameisterschaften in Rom in der Vorrunde über 3000 Meter Hindernis nicht ins Ziel.
Zudem gewann sie Meisterschaftsmedaillen über 800 Meter, 1500 Meter, 3000 Meter, 3000 Meter Hindernis und beim Crosslauf.

## Persönliche Bestleistungen
- 800 Meter: 2:07,89 min, 24. August 2019 in Basel
- 1500 Meter: 4:13,40 min, 25. Juni 2022 in Zürich
- 3000 Meter: 9:28,30 min, 10. Mai 2018 in Regensdorf
  - 3000 Meter (Halle): 9:10,33 min, 20. Februar 2021 in Magglingen (Schweizer Rekord)
- 5000 Meter: 15:44,72 min, 16. Juni 2020 in Wetzikon
- 2000 Meter Hindernis: 6:12,44 min, 10. Juni 2022 in Uster (Schweizer Bestleistung)
- 3000 m Hindernis: 9:20,28 min, 18. Juni 2022 in Paris (Schweizer Rekord)
- 10'000 m: 33:02,63 min, 26. Juni 2020 in Uster[5]
- 10-km-Strassenlauf: 32:43 min, 27. September 2020 in Belp